# Santiago Lorenzo
Santiago Lorenzo Jiménez (Portugalete, Vizcaya, 1964) es un director, productor, guionista y diseñador de escenografías cinematográficas, conocido en los últimos años por su faceta como escritor.

## Biografía
Santiago Lorenzo nació en Portugalete y es hijo de profesores. Su formación primaria discurrió en un colegio del Opus Dei de la margen derecha de la ría de Bilbao. En 1981, cuando contaba con 17 años, se trasladó a Valladolid donde inició sus estudios artísticos y residió hasta 1985. En esta ciudad, a la que siempre ha estado vinculado, rodó algunos de sus cortos (Bru, 1989, entre otros) y parte de sus largometrajes (Mamá es boba, rodada en 1997 y Un buen día lo tiene cualquiera, 2007).
Posteriormente, completó su formación académica en Madrid estudiando imagen y guion en la Universidad Complutense y dirección escénica en la Real Escuela Superior de Arte Dramático (RESAD). Con esta base, comenzó una carrera profesional en el mundo del cine escribiendo, dirigiendo y produciendo varios cortometrajes y películas; incluso durante un tiempo se dedicó a la fabricación de escenografías para cine y televisión.
En 2005 superó la adicción al alcohol y en 2007 «harto de los tejemanejes del mundo del cine», especialmente desencantado con la productora de su película Un buen día lo tiene cualquiera, decidió distanciarse de cine y dedicarse a escribir. Desde 2012 reside en una pedanía de Segovia de 23 habitantes.

## Cine
En 1992 creó la productora El Lápiz de la Factoría junto a Juan Ramón Gil, Manuel Rodríguez y Carlos Trigueros Mori, con la que produjo todos sus cortometrajes. El primero de todos fue Bru, ficción en la que Enedino Martín «Bru», un joven escritor del Centro de Artes de Valladolid, termina suicidándose. Después, dirigirá Es asunto mío (1990), Manualidades (1992), Tiberiades (1993), Los colores del caudal (1993) y Café del Norte (1994), ambientado en la popular cafetería vallisoletana. El colofón a esta etapa centrada en los cortometrajes le llegó con Caracol, col, col, dirigido por Pablo Llorens y producido por el propio Santiago Lorenzo, con el que en 1995 obtuvo el Premio Goya al mejor corto de animación.
Después de esta periodo inicial, S. Lorenzo dirigió su primer largometraje: Mamá es boba (1999), drama con el que abordó el acoso escolar de un menor, un tema por entonces novedoso. La película fue nominada al premio que concede la Federación Internacional de la Prensa Cinematográfica (FIPRESCI) en el Festival de Cine de Londres.
Dos años después de su primer largo, en 2001 creó en Madrid –junto a Mer García Navas, directora de arte– el taller Lana S.A. dedicado al diseño y fabricación de escenografías y maquetas para cine, teatro y televisión. Algunas de estas creaciones y piezas aparecieron en cortos producidos por el propio Santiago Lorenzo (i.e La cigarra y la hormiga), en diferentes películas (i.e Torrente de Santiago Segura) o en anuncios de televisión. Incluso, parte de este atrezo pudo verse en las exposiciones «Juguetería» y «Museo de Antigüedades recientes», muestras que aunaban el interés de S. Lorenzo por el modelismo, la escenografía y el coleccionismo.
En 2007 volvió a ponerse detrás de la cámara para dirigir su segunda y última película: Un buen día lo tiene cualquiera, una comedia centrada en la imposibilidad de encontrar un hogar, de la que S. Lorenzo reniega debido a las discrepancias creativas que tuvo con la productora.

## Escritor
«Huyendo del podrido negocio del séptimo arte» y después de su último largometraje, Santiago Lorenzo canalizó sus inquietudes y reflexiones mediante la publicación de diferentes novelas y libros de relatos, textos que –en algunos casos– fueron concebidos inicialmente como guiones teatrales o cinematográficos, como señaló en alguna entrevista: 
Lo único que tengo en esta vida es mi afán de evasión por medio de absurdas invenciones. Eso, y cierta capacidad para convertirlas en algo tangible (...) En el formato que sea (...) seguiré con mis historietas, y me darán igual canal, soporte, inversión o envergadura, o si los fotogramas van encolados o si las páginas van perforadas a razón de cuatro agujeros por cada lado del cuadro.
Este es el caso de Los millones (2010), primera publicación de S. Lorenzo escrita y pensada como película («tenemos un guión y un millón y medio (pesetas) para la siguiente película. Una historia sobre uno del GRAPO al que le tocan doscientos millones en la lotería»). En esta misma línea publicó Los huerfanitos (2012) que fue llevada al teatro por la compañía Traspasos Kultur. Seguidamente publicó Las ganas (2014) y 9 chismes (2017), un compendio de microrrelatos ilustrados por Mireia Pérez.
El reconocimiento y éxito literario le llegaron en el año 2018 con Los asquerosos (16 ediciones y más de 100.000 ejemplares vendidos), novela definida como un «humorístico alegato del aislamiento» con la que Santiago Lorenzo obtuvo el Premio Cálamo al mejor libro del año 2018, entre otros reconocimientos. Dos años después, la obra fue adaptada al teatro por Jordi Galcerán y Jaume Buxó, estrenándose a finales del año 2020 bajo la dirección de David Serrano.

## Obra

### Cinematográfica

#### Cortometrajes.
- (1989). Bru. (Director y productor).
- (1990). Es asunto mío. (Director y productor).
- (1992). Manualidades. (Director y productor).
- (1993). Tiberiades. (Director y productor).
- (1993). Los colores del caudal. (Director y productor).
- (1994). Café del Norte. (Director y productor).
- (1995). Caracol, col, col. (Productor).
- (1999). Mi novio es bakala. (Actor).

- (2003). La cigarra y la hormiga. (Productor).

#### Largometrajes.
- (1997). Mamá es boba. (Dirección y guion).
- (2007). Un buen día lo tiene cualquiera. (Dirección y guion).

### Literaria
- (2010). Los millones. Ed. Mondo Brutto. ISBN 978-84-613-8899-8
- (2012). Los huerfanitos. Ed. Blackie Books.ISBN 978-84-940019-1-8
- (2014). Las ganas. Ed. Blackie Books. ISBN 978-84-16290-01-7
- (2017). 9 chismes. Ed. Autsaider Cómics. (Ilustraciones: Mireia Pérez). ISBN 978-84-946726-0-6
- (2018). Los asquerosos. Ed. Blackie Books. ISBN 978-84-17059-99-6
- (2022). Tostonazo. Ed. Blackie Books. ISBN 978-84-19172-20-4

## Premios y nominaciones
Director:
- (1989). Premio Vídeo de Castilla y León por Bru.
- (1991). Nominación Premio Goya (Mejor corto documental) por Manualidades.
- (1997). Premios Del Público y Mejor Reparto del Festival de Cortos de Alcalá de Henares, por Mamá es boba.
- (1997). Nominación al Premio FIPRESCI del Festival de Cine de Londres por Mamá es boba.
- (1997). Nominación Semana Internacional de Cine de Valladolid por Mamá es boba.

Productor:
- (1996). Premio Goya: Mejor cortometraje de animación por Caracol, col, col.

Escritor:
- (2018). Premios Cálamo: Libro del Año por Los asquerosos.
- (2019). Premio Los Libreros Recomiendan por Los asquerosos.[20]
- (2020). Premio de las Librerías de Navarra por Los asquerosos.[21]